# Le Syndrome du Titanic
Pour les articles homonymes, voir Titanic (homonymie).
Pour plus de détails, voir Fiche technique et Distribution.
Le Syndrome du Titanic est un documentaire réalisé en 2008 par Nicolas Hulot et Jean-Albert Lièvre, sorti le 7 octobre 2009.
Il fait suite au livre éponyme sorti en 2004 : Le Syndrome du Titanic où Nicolas Hulot développe les thèmes de l'impact de l'homme sur l'évolution de l'environnement et l'érosion de la biodiversité.

## Fiche technique
- Titre original : Le Syndrome du Titanic
- Réalisation : Jean-Albert Lièvre, Nicolas Hulot
- Scénario : Nicolas Hulot, Jean-Albert Lièvre
- Photographie : Lionel Jan-Kerguistel, Nedjma Berder
- Montage : Vincent Delorme, Cécile Husson
- Production :
  - Patricia Colombat (directeur de production)
  - Éric et Nicolas Altmayer, Jean-Albert Lièvre, Olivier Wargny (producteurs)
- Sociétés de production : Studio 37, Mandarin Cinéma, Mars Films, WLP, TF1 Films Production[2]
- Sociétés de distribution : Roissy Films, Mars Distribution
- Budget : 4 millions d'euros
- Pays d'origine :  France
- Langue : français
- Format : couleur
- Genre : Écologie
- Durée : 93 minutes
- Dates de sortie :
  - France / Belgique: 7 octobre 2009
- Box-Office : 260 000 spectateurs France

## Distribution
- Nicolas Hulot : voix off